# Ezra Laderman
Ezra Laderman (* 29. Juni 1924 in Brooklyn, New York; † 28. Februar 2015 in New Haven, Connecticut) war ein US-amerikanischer Komponist.

## Leben
Er studierte von 1946 bis 1949 bei Stefan Wolpe und am Brooklyn College bei Miriam Gideon. Er setzte seine Ausbildung an der Columbia-Universität fort (MA 1952). Seine Lehrer dort waren u. a. Otto Luening und Douglas Moore.
Das Werk Ladermans umfasst zehn Opern, zahlreiche weitere Bühnenmusiken, Musiken für Film und Fernsehen, Orchestermusik – darunter acht Sinfonien und mehrere Solokonzerte – Vokalmusik und Kammermusik.
Im Jahr 1991 wurde Laderman in die American Academy of Arts and Letters gewählt, in der er von 2006 bis 2009 den Sitz des Präsidenten innehatte.

## Werke
- Opern
- Bühnenmusiken
- Musiken für Film und Fernsehen
- Orchestermusik
- Vokalmusik
- Kammermusik
  - Werke für Soloinstrument (nicht für Klavier oder Orgel)
    - Partita ‘Meditations on Isaiah’ für Violoncello (1972)
    - Elegie für Viola (1973)
    - Fantasie für Viola (1985)
    - June Twenty-ninth für Flöte (1986)
    - A Moment in Time für Flöte (1989)
    - Partita für Violine (1990)
    - Michael’s Suite für Flöte (1994)
    - A Single Voice für Violoncello (1995)
    - Fantasie für Violoncello (1998)
    - July Thirtieth ‘Dawn’ für Flöte (2004)
    - July Thirtieth ‘Night’ für Flöte (2004)
    - July Thirtieth ‘Noon’ für Flöte (2004)
    - A Single Line für Violoncello (2004)

  - Duos
    - Duo für Violoncello und Klavier (1984)
    - Introduction, Barcarolle, and Allegro für Flöte und Harfe (1987)
    - Epigrams and Canons für 2 Barock-Flöten (1988)
    - Duetti für Flöte und Klarinette (1998)
    - Duette für 2 Violinen (2000)
    - Duos für Violine und Marimba (2004)

  - Trios
    - Klaviertrio Nr. 1 (1955, Rev. 1959)
    - Klaviertrio Nr. 2 (1996)
    - Trio für Horn, Trompete und Posaune (2005)

  - Quartette
    - Streichquartett Nr. 1 (1959)
    - Streichquartett Nr. 2 (1962)
    - Streichquartett Nr. 3 (1966)
    - Streichquartett Nr. 4 (1974)
    - Streichquartett Nr. 5 (1976)
    - Streichquartett Nr. 6 ‘The Audubon’ (1980)
    - Remembrances für Klarinette, Violine, Violoncello und Klavier (1982)
    - Streichquartett Nr. 7 (1984)
    - Streichquartett Nr. 8 (1985)
    - Fantasie für vier Flöten (1990)
    - Klavierquartett (1996)
    - Streichquartett Nr. 9 (1996)
    - Scenes from an Imagined Life, Book I für Klarinette, Violine, Violoncello und Klavier (1998)
    - Fantasy Quartet, Streichquartett Nr. 11 (1999)
    - Scenes from an Imagined Life, Book II für Klarinette, Violine, Violoncello und Klavier (2000)
    - Streichquartett Nr. 10 (2001)
    - Streichquartett Nr. 12 (2007)
    - Quartett für Trompete, Horn, Posaune und Klavier (2008)

  - Quintette
    - Klavierquintett Nr. 1 (1951)
    - Streichquintett (1953)
    - Bläserquintett (1954)
    - Klarinettenquintett (1988)
    - Klavierquintett Nr. 2 (1990)
    - Talkin’ Lovin’ Leavin’ (Recitative-Aria-Finale) für Blockflöte und Streichquartett (1990)
    - A Single Voice für Flöte und Streichquartett (1991)

  - 6 und mehr Instrumente
    - Thema, Variationen und Finale für Flöte, Klarinette, Horn, Fagott, Violine, Viola, Violoncello und Kontrabass (1957)
    - Bläseroktett (1957)
    - Sextett für Bläserquintett und Kontrabass (1959)
    - Double Helix für Flöte, Oboe und Streichquartett (1968)
    - Cadence für 2 Flöten, 4 Violinen, Viola, 2 Violoncelli und Kontrabass (1978)
    - Double String Quartet, Oktett für 4 Violinen, 2 Violen und 2 Violoncelli (1983)
    - MBL Suite für 2 Flöten und Streichquartett (1988)
    - Sextett für Englischhorn, Bassklarinette und Streichquartett (1998)
    - Aldo für 8 Violoncelli (1991)
    - Lied für Oboe, Violine, Viola, Violoncello und Klavier (1994)
    - Nonet of the Night für Flöte, Klarinette, 2 Violinen, Viola, Violoncello, Kontrabass, Klavier und Schlagzeug (2004)
- Klaviermusik